# Jüdischer Friedhof Bahrenfeld

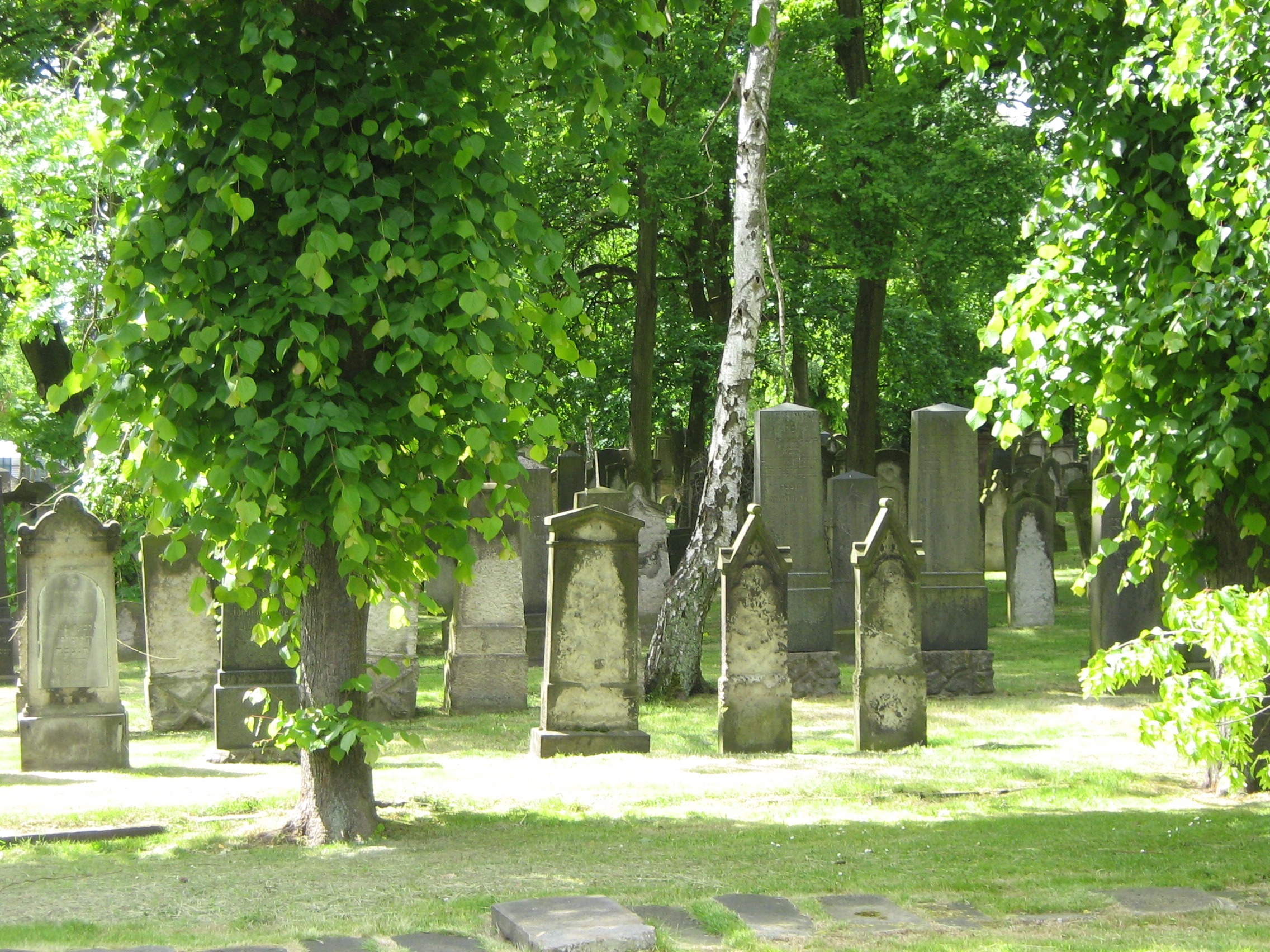
Jüdischer Friedhof Hamburg-Bahrenfeld

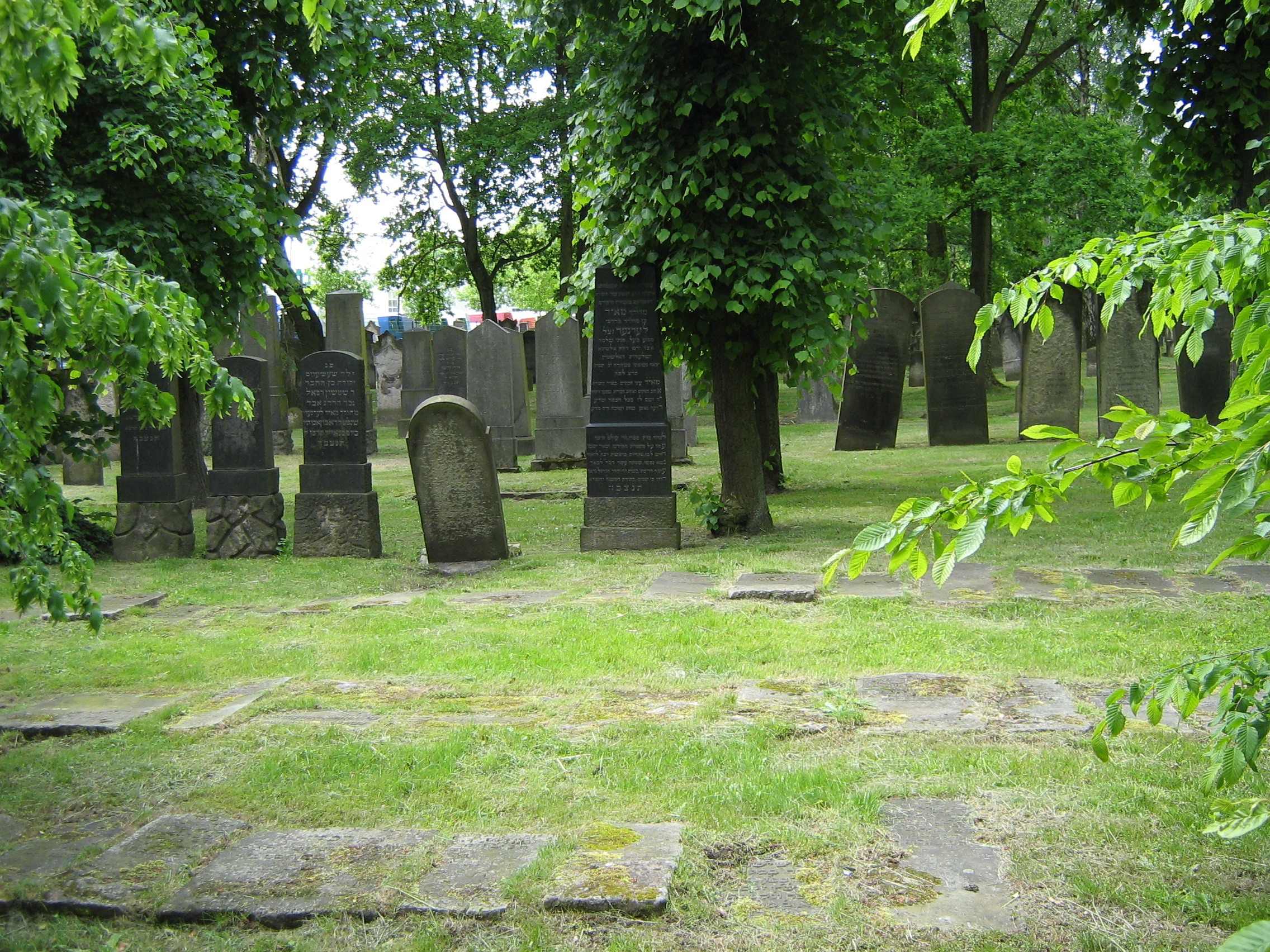
Jüdischer Friedhof Hamburg-Bahrenfeld

Der Jüdische Friedhof Bahrenfeld ist ein jüdischer Begräbnisplatz im Hamburger Stadtteil Hamburg-Bahrenfeld. 

## Beschreibung
Der 1,1 Hektar große Friedhof wurde 1873 eröffnet, nachdem der Friedhof in der Königstraße geschlossen worden war. Er diente als Begräbnisplatz der Hochdeutschen Israeliten Gemeinde zu Altona und der Portugiesischen Gemeinde. Nach 1945 fanden noch einzelne Beerdigungen statt. Der nicht öffentliche, von einem Zaun umgebene Friedhof liegt am Bornkampsweg.